# Rijad (prowincja)
Rijad (arab. الرياض) – jedna z 13 prowincji Arabii Saudyjskiej. Znajduje się w centrum kraju. W tej prowincji znajduje się stolica kraju – Rijad.